# Hans-Josef Knaup
Hans-Josef Knaup (* unbekannt; † Dezember 1939), Spitzname „Jupp“, war ein deutscher Fußballspieler. 

## Karriere

### Vereine
Knaup gehörte dem Dürener FC 1903 bis Juni 1922 als Stürmer an, ehe er im Juli 1922 zur SpVgg Fürth wechselte und für den Verein bis Ende November 1923 in den vom Süddeutschen Fußball-Verband organisierten Meisterschaften zunächst in der Kreisliga Nordbayern, mit der Saison 1923/24 in der leistungsdichteren und nicht in Kreisen unterteilten Bezirksliga Bayern, Punktspiele bestritt. In seiner ersten Saison trug er mit drei Toren in 13 Punktspielen zur Kreismeisterschaft in Nordbayern bei, in der Folgesaison wurde er lediglich zweimal eingesetzt. Des Weiteren bestritt er ein Spiel im Wettbewerb um den Süddeutschen Pokal, kam am 17. Juni 1923 beim 4:3-Finalsieg seiner Mannschaft über den FC Bayern München jedoch nicht zum Einsatz.
Von Dezember 1923 bis Juni 1924 spielte er für den VfJuV Düren im Westkreis, neben dem Südkreis, eine von zwei Kreisligen innerhalb des Rheingaus in der vom Westdeutschen Spiel-Verband ausgetragenen Meisterschaft. Nach dem fünften Platz von elf teilnehmenden Mannschaften kehrte er nach Fürth zurück, wo er für den VfR Fürth in der Saison 1924/25 in der zweitklassigen Bezirksliga Punktspiele bestritt.

### Auswahlmannschaften
Als Spieler der Auswahlmannschaft des Westdeutschen Spiel-Verbandes kam er im Wettbewerb um den Kampfspielpokal am 23. Juni 1922 im Deutschen Stadion in Berlin zum Einsatz. Das vor 13.500 Zuschauern ausgetragene Finale gegen die Auswahlmannschaft des Süddeutschen Fußball-Verbandes wurde mit 1:4 verloren.

## Erfolge
- Süddeutscher Meister 1923
- Bezirksmeister Bayern 1923
- Kreismeister Nordbayern 1923
- Süddeutscher Pokal-Sieger 1923
- Kampfspielpokal-Finalist 1922